# Bandeira da província de Santa Fé
A Bandeira de santa Fé é um dos símbolos oficiais da Província de santa Fé, uma subdivisão da Argentina. Seu desenho atual foi adotado em 1986. Ao todo a província teve seis bandeiras diferentes ao longo de sua história.

## Descrição
Seu desenho consiste em um retângulo de proporção largura-comprimento igual a 1:2 dividido verticalmente em três faixas de mesma largura. As cores das faixas são, respectivamente, a partir da esquerda (lado do mastro): vermelho, branco e azul celeste. Na faixa branca está um escudo com duas flechas em prata e uma lança, com lâmina em prata e cabo marrom, cruzadas. As flechas apontam para baixo e a lança, que ocupa a posição central, para cima. Sobre a lança há um sol nascente na cor ouro.
Em volta deste elementos existe uma estrutura oval na cor ouro com a inscrição da frase em espanhol "PROVINCIA INVENCIBLE DE SANTA FE" em fontes na cor preta não serifadas e em caixa alta, que em português quer dizer: Província invencível de Santa Fé.
A lei provincial que criou a bandeira estabelece que:
art. 2.- De acuerdo con el art. anterior la bandera de Santa Fe será del siguiente diseño:
a) Forma rectangular
b) campo dividido en tres secciones, rojo a la diestra, blanco al centro y azuel celeste a la siniestra
c) En el centro un ovalo de eje vertical orlado con una franja amarilla donde se note: "Provincia invencible de Santa Fe"
d) En el interior del ovalo en la parte superior un sol naciente, y abarcándolo en casi toda su extensión dos flechas volcadas en forma de cruz de San Andres cortadas de abajo arriba por una lanza con la punta en alto.
Art. 3. El uso de la bandera de Santa Fe se hará en forma conjunta con la bandera nacional argentina. La rendición de honores en ceremonias oficiales se cumplimentará exclusivamente para la bandera nacional.
art. 4. El poder ejecutivo reglamentará la presente ley en concordancia con la reglamentación vigente para el uso de la bandera nacional.
art. 5. Derogánse las leyes y disposiciones que se opongan a la presente ley.

## Simbolismo
- A posição da lança e das flecha simboliza a vitória dos colonizadores sobre os indígenas;
- O sol nascente faz referência ao Sol de Maio, um dos símbolos mais recorrentes da Argentina.

## Bandeiras históricas

Bandeira de Santa Fé usada em 1825.